# Il Trono di Spade (gioco di carte)
Il Trono di Spade (titolo originale: A Game of Thrones) è un gioco di carte prodotto dalla Fantasy Flight Games e basato sul ciclo di romanzi fantasy Cronache del ghiaccio e del fuoco dello scrittore George R. R. Martin. Il gioco è stato pubblicato nel 2002 dalla Fantasy Flight Games e da allora sono state realizzate numerose espansioni la pubblicazione è stata interrotta nel 2014 e nel 2015 è stata immessa in commercio la seconda edizione; Il Trono di Spade: Il gioco di carte - seconda edizione, versione aggiornata e migliorata. 
Il gioco è stato tradotto e adattato da Giacomo e Gianluca Santopietro e pubblicato in italiano dalla Giochi Uniti nella collana Stratelibri.
Dal 2015 Fantasy Flight ha fatto partire la seconda edizione del gioco di carte non collezionabili, con l'avvento di altre due fazioni: i Tyrell e i Guardiani della notte.
In Italia il gioco è distribuito da Asmodee che si occupa del gioco organizzato, tra gli eventi di spicco nazionali il campionato nazionale vinto da Giovanni Fassiolo con Targaryen Fedeltà, arrivato poi secondo al mondiale americano

## Edizioni
Le uscite della seconda edizione sono state le seguenti:
- Core set: Dove tutte e 8 le fazioni vengono introdotte
- Ciclo di Westeros: Primo ciclo introduce le prime agende in casata e carte ormai famose come il mastino, prima neve dell'inverno, Nymeria Sand, miniere di ferro, ser Gregor Clegane. 
Il primo ciclo ha visto un dominio Lannister nel gioco competitivo.
- Lupi dell'Inverno: Prima espansione Deluxe focalizzata sulla casata Stark, questo set ha visto nascere archetipi che nel primo anno di gioco sono stati spesso scelti dai giocatori.
- Ciclo Guerra dei 5 Re: Introduce personaggi caratteristici come Brienne di Tarth, Qhorin il Monco, e carte che hanno cambiato sensibilmente il gioco come la Trama Valar Morghulis.
- Leoni di Castel Granito: Seconda espansione Deluxe incentrata sulla casata Lannister, all'interno del set è presente il piano dell'ex campione del mondo Alvaro Rodriguez, 'Le piogge di Castamente'.